# NGC 7736
NGC 7736 (również PGC 72173) – galaktyka soczewkowata (S0), znajdująca się w gwiazdozbiorze Wodnika. Odkrył ją w 1886 roku Ormond Stone.